# Some Hearts (chanson)
Singles de Carrie Underwood
Jesus, Take the Wheel
(2005) Don’t Forget to Remember Me
(2006)
Some Hearts est un titre écrit et composé par Diane Warren d'abord enregistré par Marshall Crenshaw en 1989 sur l'album Good Evening, une autre version est chantée par Kelly Levesque pour le film Couple de stars sorti en 2001.
Une troisième version est interprétée par Maria Arredondo pour son l'album paru en 2004 Not Going Under.
En 2005, Carrie Underwood enregistre Some Heart pour son premier studio Some Hearts et devient le troisième single de cet album.